# Spomenik mira
Spomenika mira, poznat i kao Spomenik mornarima, nalazi se u spomen-području Krug mira ispred Kapitola u Washingtonu. Podignut je 1878. godine u čast svim mornarima poginulima u Američkom građanskom ratu. Visok je 13,4 metara (44 stopa) i napravljen je od bijelog mramora. Smješten je na Pennsylvanijskoj aveniji, ulici koja Kapitol spaja s Bijelom kućom. Spomenik je djelo kipara Franklina Simmonsa, autora više desetaka spomenika u čast poginulih američkih vojnika.
Na vrhu spomenika stoje dvije mramorne ženske figure, koje predstavljaju dvije muze. Lijeva ženska figura stoji prekrivena lica i oslonjena na rame Klio, koja u ruci drži pločicu na kojoj je ispisano: Umrli su kako bi njihova zemlja živjela. Ispod njih, smještena je još jedan ženski kip koji predstavlja pobjedu, držeći u ruci lovorov vijenac, simbol mira. U drugoj ruci, koja pada niz tijelo, drži hrastovu granu, koja predstavlja snagu. Ispod nje sjede dva dojenčeta: jedno predstavlja Marsa, boga rata u rimskoj mitologiji, a drugo Neptuna, boga svih voda u grčkoj mitologiji. Sam oblik spomenika, koji se sužuje prema vrhu, predstavlja mir.
Spomenik je proglašen nacionalnim kulturnim spomenikom 1978. te je iste godine upisan u Nacionalni registar povijesnih mjesta.

## Vanjske poveznice
- Spomenik mira na stranicama Kapitola (engl.)